# UFC 139
UFC 139: Shogun vs. Henderson（ユーエフシー・ワンサーティナイン：ショーグン・バーサス・ヘンダーソン）は、アメリカ合衆国の総合格闘技団体「UFC」の大会の一つ。2011年11月19日、カリフォルニア州サンノゼのHPパビリオンで開催された。

## 大会概要
本大会ではマウリシオ・ショーグンとStrikeforce世界ライトヘビー級王者ダン・ヘンダーソンによるライトヘビー級ワンマッチが組まれた。
元Strikeforce世界ミドル級王者カン・リー、キャリア7戦無敗のアレックス・ソトがUFCデビュー。

## 試合結果

### プレリミナリィカード
第1試合 71.7kg契約ワンマッチ 5分3R
○  ダニー・カスティーリョ vs.  シャマール・ベイリー ×
1R 4:52 TKO（パウンド）
※ベイリーの体重超過によりライト級から変更。
第2試合 ウェルター級ワンマッチ 5分3R
○  セス・バジンスキー vs.  マット・ブラウン ×
2R 0:42 ギロチンチョーク
第3試合 64kg契約ワンマッチ 5分3R
○  ミゲール・トーレス vs.  ニック・ペース ×
3R終了 判定3-0（30-27、30-27、30-27）
※ペースの体重超過によりバンタム級から変更。
第4試合 ライト級ワンマッチ 5分3R
○  グレイゾン・チバウ vs.  ハファエル・ドス・アンジョス ×
3R終了 判定2-1（28-29、29-28、30-27）
第5試合 ミドル級ワンマッチ 5分3R
○  クリス・ウェイドマン vs.  トム・ローラー ×
1R 2:07 TKO（ダースチョーク）

### Spike中継カード
第6試合 バンタム級ワンマッチ 5分3R
○  マイケル・マクドナルド vs.  アレックス・ソト ×
1R 0:56 KO（スタンドパンチ連打）
第7試合 ライトヘビー級ワンマッチ 5分3R
○  ライアン・ベイダー vs.  ジェイソン・ブリルズ ×
1R 1:17 KO（右ストレート）

### メインカード
第8試合 ライトヘビー級ワンマッチ 5分3R
○  ステファン・ボナー vs.  カイル・キングスベリー ×
3R終了 判定3-0（30-27、30-25、30-27）
第9試合 ウェルター級ワンマッチ 5分3R
○  マルティン・カンプマン vs.  リック・ストーリー ×
3R終了 判定2-1（28-29、30-27、29-28）
第10試合 バンタム級ワンマッチ 5分3R
○  ユライア・フェイバー vs.  ブライアン・ボウルズ ×
2R 1:27 ギロチンチョーク
第11試合 ミドル級ワンマッチ 5分3R
○  ヴァンダレイ・シウバ vs.  カン・リー ×
2R 4:49 TKO（膝蹴り→パウンド）
第12試合 ライトヘビー級ワンマッチ 5分5R
○  ダン・ヘンダーソン vs.  マウリシオ・ショーグン ×
5R終了 判定3-0（48-47、48-47、48-47）

### 各賞
ファイト・オブ・ザ・ナイト： ダン・ヘンダーソン vs. マウリシオ・ショーグン、ヴァンダレイ・シウバ vs. カン・リー
ノックアウト・オブ・ザ・ナイト： マイケル・マクドナルド
サブミッション・オブ・ザ・ナイト： ユライア・フェイバー
各選手にはボーナスとして70,000ドルが支給された。